# Acamptodaphne
Acamptodaphne é um gênero de gastrópodes pertencente a família Raphitomidae.

## Espécies
- Acamptodaphne biconica (Schepman, 1913)
- Acamptodaphne eridmata Morassi & Bonfitto, 2010
- Acamptodaphne solomonensis Morassi & Bonfitto, 2010